# 白营遗址
白营遗址位于中国河南省安阳市汤阴县城东6公里处白营村，是一处新石器时代的遗址，1978年公布为汤阴县文物保护单位，1986年被列为第二批河南省文物保护单位，2013年被列为第七批全国重点文物保护单位。
白营遗址发现于1976年，面积约33600平方米，1976～1978年先后进行了三次考古发掘，发掘总面积1400多平方米，出土有各类石器、骨器和陶器等。白营遗址的龙山文化层，保存较好，内涵丰富，为中原地区龙山文化遗址的典型代表。